# Província d'Almati
La província d'Almati (kazakh Алматы облысы) és una província del Kazakhstan. La seva població és d'1.603.700 habitants i té una extensió de 224.000 km². La seva capital és la ciutat de Taldykorgan, amb una població d'uns 118.400 habitants.

## Geografia
La província d'Almati és la que envolta la ciutat d'Almati. Fa frontera amb el Kirguizstan i la regió de Xinjiang a la República Popular de la Xina. També limita amb les províncies kazakhs de Zambyl, Kharagandí i Kazakhstan Oriental.
El llac Balkhash (Balqash Koli en kazakh) està situat al nord-oest. La Serralada del Trans-Ilí Alatau, Branca del Tian Shan, s'estén al llarg de la frontera meridional del Kirguizstan. El principal riu de la regió és el Köksu.

## Història
La província d'Alma-Ata, precursora de l'actual província d'Almati, va ser creada a partir de la regió històrica de Zhetysu el 10 de març de 1932. La seva capital era Alma-Ata (Almati). Durant el període soviètic la part nord-est de la província, centrada a Taldykorgan, va ser separada de la resta. L'abril de 2001 el centre administratiu de la província va ser traslladat des d'Almati a Taldykorgan.

## Atraccions turístiques
- Petròglifs de Tamgalí. Declarat Patrimoni de la Humanitat per la Unesco el 2004.